# Lastoni di Formin
I Lastoni di Formin o, secondo la dizione ladina, Lastoi de Formin sono un gruppo montuoso dolomitico facente parte del gruppo Croda da Lago - Cernera e posto al confine tra San Vito di Cadore e Cortina d'Ampezzo. Sono più propriamente compresi nel sottogruppo della Croda da Lago e raggiungono la quota massima di 2.657 m (IGM).

## Toponomastica
Il nome Lastoi, secondo la locale parlata ladina, viene spesso impropriamente italianizzato in Lastoni o Lastroni. Il toponimo si riferisce al vasto altopiano, declinante verso Nord, che guarda la Croda da Lago ed è caratterizzato da terrazzamenti e lastronate rocciose ricoperti di ghiaie e detriti ed intervallati da brevi salti e fessurazioni.
Detto tavolato presenta la maggiore elevazione (a volte indicata come Cima o Punta dei Lastoi, 2.657 m) verso Sud-Ovest, dove sovrasta Forcella Giau (2.370 m), mentre si salda ad Est con la Cima Ambrizzola (2.715 m) mediante la Forcella Rossa (dei Lastoi, 2.462 m).
Sulla Val Costeana, ad ovest, e verso Mondeval, a sud, precipita bruscamente con ampie e verticali pareti rocciose particolarmente gradite agli arrampicatori per il loro breve accesso e le numerose vie di roccia di stampo sia classico che moderno. I diversi torrioni del massiccio hanno denominazioni di origine alpinistica; tra questi spicca per individualità lo Spiz de Mondeval (2.604 m), possente prua rocciosa che segna il termine a Sud-Est dei Lastoi sopra l'alpe omonima.

## Confini
I Lastoi de Formin non hanno mai rappresentato un particolare valore per San Vito o Cortina: sono privi di vegetazione d'alto fusto e neppure sono appetibili come pascolo, al contrario dei terreni del Giau che a lungo furono oggetto di contesa tra le due amministrazioni.
Molto probabilmente per questo ancora ad oggi rimane incertezza sul reale tracciato degli originali confini: mentre il catasto demaniale riporta da tempo una linea di demarcazione che taglia in due il tavolato, l'originale confine pare fosse - più ragionevolmente - lungo il filo delle bastionate rocciose, sulla sommità delle quali sono ancora evidenti varie demarcazioni.
Ad oggi, comunque, l'intero tavolato ricade nel territorio di San Vito. Ad Ovest si salda in ogni caso la Muraglia del Giau, antica e nota opera confinaria, ancora contrassegnata presso la parete rocciosa con gli antichi stemmi (oggi cementati per evitare ulteriori furti, come già accaduto per quelli ai piedi della Gusela).
Ai piedi della scogliera, a circa un'ora e mezza dalla statale, è visibile il cippo di confine nº 10, con lo Scudo di Casa d'Asburgo in marmo bianco e il Leone di San Marco in pietra di Castellavazzo.

## Accessibilità
La maggiore sommità dei Lastoi è facilmente raggiungibile mediante una non lunga deviazione dal sentiero (contrassegnato CAI nr.435) che attraversa Forcella Rossa; la traccia è piuttosto evidente e rimarcata da numerosi ometti; particolare attenzione va eventualmente fatta in caso di nebbia per la mancanza di grandi punti di riferimento e la possibilità, fuori tracciato, di incappare in qualche profonda fenditura, specie col terreno innevato.

## La leggenda di Merisana
Leggenda narra che da queste parti, il giorno delle nozze di Merisana, la regina dei Lastoi, con Rèj de Raiés (re dei raggi), il sovrano dei piani dell'Antelao, dai fiori e fronde loro donati dai sudditi nacque il larice. Le giovani foglie che germogliano in primavera sui larici altro non sono che il velo di sposa di Merisana che, posato dalla regina sui rami secchi dell'albero, lo fa rifiorire in primavera.

## Galleria d'immagini

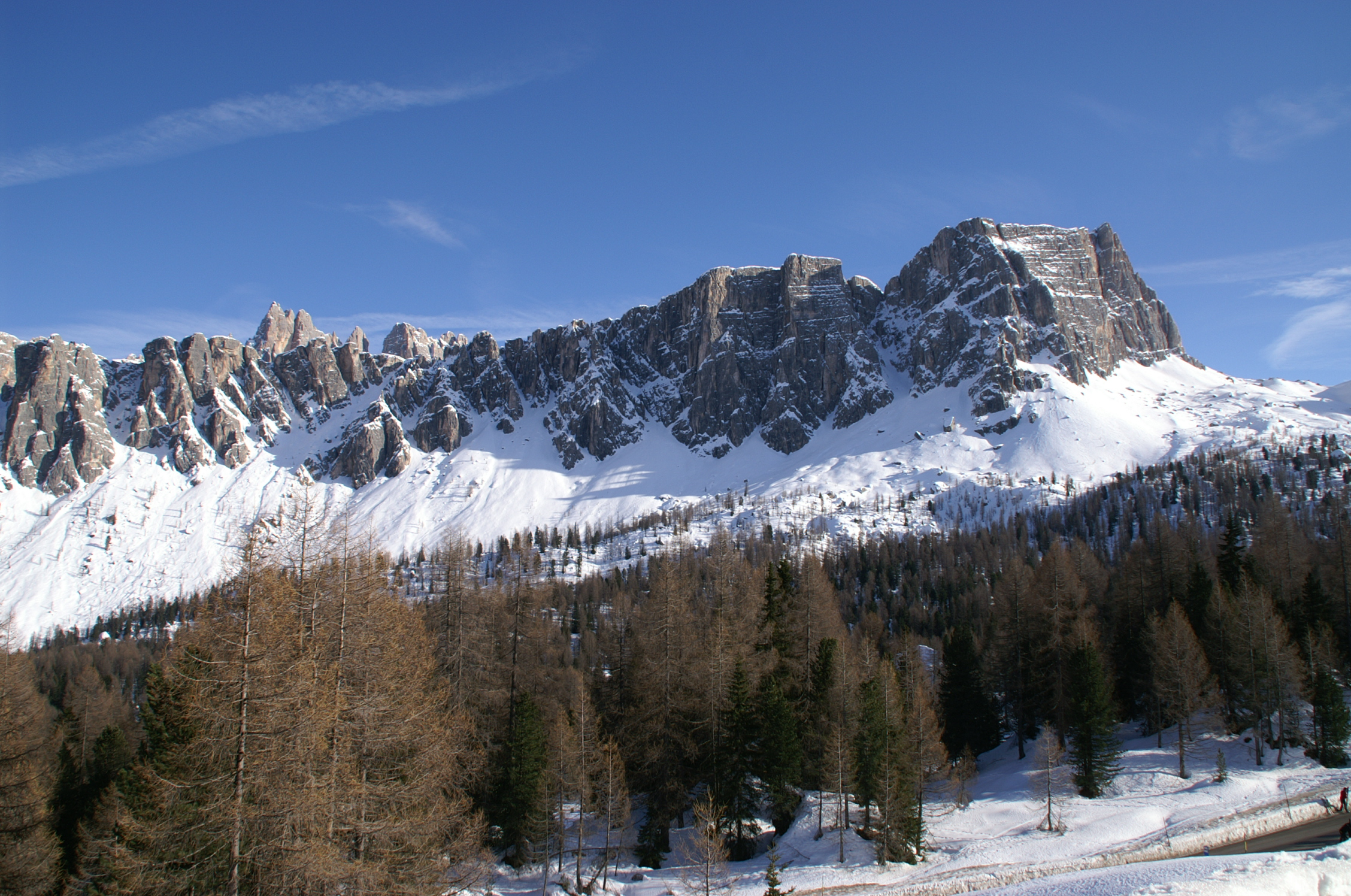
I Lastoi innevati
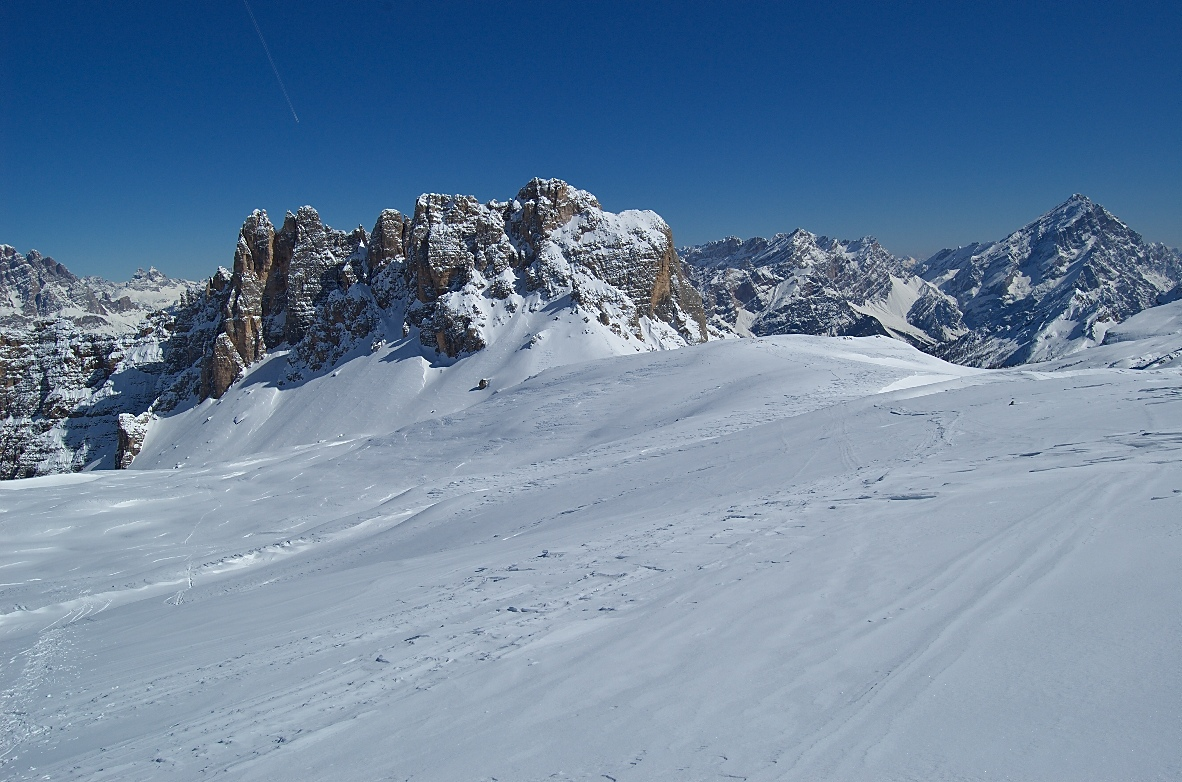
Lastoi di Formin
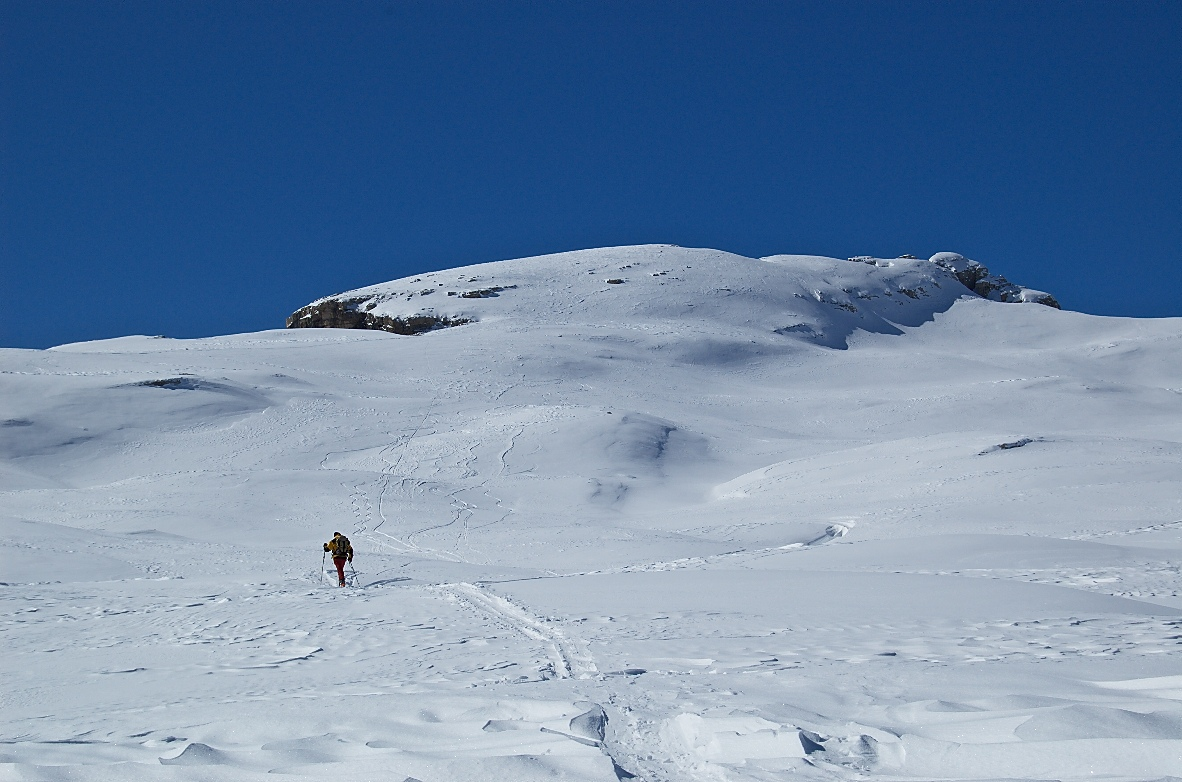
Lastoi di Formin